# 1985 RL3
1985 RL3 är en asteroid i huvudbältet som upptäcktes den 6 september 1985 av den belgiske astronomen Henri Debehogne vid La Silla-observatoriet.